# Белое (Кызылжарский район)
Белое (каз. Белое) — село в Кызылжарском районе Северо-Казахстанской области Казахстана. Входит в состав Рощинского сельского округа. Код КАТО — 595064300.

## Население
В 1999 году население села составляло 918 человек (434 мужчины и 484 женщины). По данным переписи 2009 года, в селе проживало 866 человек (415 мужчин и 451 женщина).

## География
Расположено около озера Белое.